# Melinnampharete eoa
Melinnampharete eoa är en ringmaskart som beskrevs av Annenkova 1937. Melinnampharete eoa ingår i släktet Melinnampharete och familjen Ampharetidae. Inga underarter finns listade i Catalogue of Life.